# Egyptens herrlandslag i basket
Egyptens herrlandslag i basket representerar Egypten i basket på herrsidan. Laget deltog, trots Egyptens geografiska läge, första gången i Europamästerskapet 1937. Laget vann även 1949 års turnering, som spelades i Kairo., samt tog brons 1947.
Laget spelade sitt sista Europamästerskapet 1953. för att senare i stället börja delta i afrikanska mästerskapet.

### Fotnoter
1. ↑  Todor Krastev (19 mars 1937). ”Men Basketball 2nd European Championship 1937 Riga (LAT) - Winner Lithuania” (på engelska). Sport Statistics. Arkiverad från originalet den 18 juni 2011. https://web.archive.org/web/20110618003505/http://www.todor66.com/basketball/Europe/Men_1937.html. Läst 23 juni 2015.
2. ↑  Todor Krastev (19 mars 1949). ”Men Basketball European Championship 1949 Cairo (EGY) - 15-22.05 Winner Egypt” (på engelska). Sport Statistics. Arkiverad från originalet den 18 juni 2011. https://web.archive.org/web/20110618003706/http://www.todor66.com/basketball/Europe/Men_1949.html. Läst 23 juni 2015.
3. ↑  Todor Krastev (19 mars 1947). ”Men Basketball European Championship 1947 Prague (TCH) - 27.04-03.05 Winner Soviet Union” (på engelska). Sport Statistics. Arkiverad från originalet den 19 september 2015. https://web.archive.org/web/20150919092645/http://todor66.com/basketball/Europe/Men_1947.html. Läst 23 juni 2015.
4. ↑  Todor Krastev (19 mars 1953). ”Men Basketball European Championship 1953 Moscow (URS) - 23.05-04.06 Winner Soviet Union” (på engelska). Sport Statistics. Arkiverad från originalet den 20 september 2015. https://web.archive.org/web/20150920054152/http://todor66.com/basketball/Europe/Men_1953.html. Läst 23 juni 2015.